# 腓特烈·恩斯特 (索爾姆斯-勞巴赫)
腓特烈·恩斯特（Friedrich Ernst，1671年3月26日—1723年2月26日），索爾姆斯-勞巴赫伯爵，1696年至1723年在位。
腓特烈·恩斯特與斯托爾貝格-蓋登的弗蕾德里克·夏洛特結婚，她是斯托爾貝格-蓋登親王腓特烈·卡爾的姊姊。他們有2子1女。
- 腓特烈·馬格努斯（1711－1738）
- 克里斯蒂安·奧古斯特（1714－1784）
- 瑪麗·索菲（1721－1793），嫁給符騰堡的卡爾·克里斯蒂安·埃爾德曼